# スローボール
スローボールは、野球における球種の1つ。大まかには球速100km/h未満で、大きな山なりの軌道を描くものを指す。英語ではイーファス・ピッチ（Eephus pitch）やブルーパー・ピッチ（blooper pitch）などと呼ばれる。

## 起源
スポーツ史研究家でMLB機構の公認歴史家であるジョン・ソーンによると、1890年から1903年までナショナルリーグで活動したビル・フィリップスが最初に投じたとされる。その他、1912年5月18日に選手全員がストライキを図ったデトロイト・タイガースの対フィラデルフィア・アスレチックス戦にて穴埋めとして登板した素人同然であるアラン・トラヴァースが監督の指示でスローボールだけを投げたという記録が残っている。"山なりの遅球"という原始的な球種である事からビル・フィリップス以前にもハリー・ライトなどが投げていた可能性も示唆されているが、何れにおいても映像記録や写真は残されておらず、どの様な軌道だったかは定かではない。
明確な記録がある物だと打高投低の傾向があった1940年代のメジャーリーグベースボールにおいて、ピッツバーグ・パイレーツのリップ・シーウェルが投げ始めたのが最初とされている。彼は1941年12月7日にフロリダ州オカラで、狩りをしていた際に仲間から足に誤射を受け、大怪我を負って4週間にわたり入院した。治療の結果、足の切断こそ避けられたものの、右足親指には血流障害が残った。ちょうど12月7日に大日本帝国海軍による真珠湾攻撃が発生し、アメリカ合衆国も第二次世界大戦に参戦することになったが、彼の足の怪我は徴兵検査で不適格とされるほどだった。この怪我によって以前のような投球ができなくなった彼が考え出したのが、山なりの軌道を描くスローボールだった。
翌1942年春、デトロイト・タイガースとのオープン戦に登板した彼は、ディック・ウェイクフィールドを打席に迎えたときにそのスローボールを投げてみた。シーウェルによれば、そのときウェイクフィールドは「バットを振り出したかと思えば止め、また振り出したかと思えば止め、ようやく振り切ったときには空振りの勢いで転びかけていた」そうで、それを見ていた両軍ダグアウトとも笑いに包まれたという。このスローボールを "イーファス・ピッチ" と名付けたのは、チームメイトの外野手モーリス・バン・ローベイスである。彼によれば「『イーファス』に意味はないよ、ありゃそういう球だ」ということでそう名付けたという。シーウェルは1949年まで現役を続けたが、レギュラーシーズンではこのイーファス・ピッチを本塁打にされたことが一度もない。この球を本塁打にされたのはただ一度、1946年のオールスターゲームでテッド・ウィリアムズと対戦したときだけだった。

## 各国での名称
日本では一般的にスローボール、とりわけ遅いものを超スローボールと呼ぶ。スローボールという名前の球種は1923年に発行された三宅大輔著「野球」に既に登場しているが「5本の指で緩く卵を握る心持ちで」「投げる動作は普通の球を投げるのと同じであるが」と記されている事から現在のチェンジアップに当たる球種であった。1950年代以降になると金田正一、渡辺省三など山なりの遅球を用いる投手が現れ、ファンの間で「超スローボール」と呼ばれるようになった。しかし金田は「超スローカーブ」として、渡辺は「スローナックル」として投じていた。1978年には水島新司の野球漫画「ドカベン」にて登場人物の不知火守が決め球として使用し、作中では「超スローボール」のほか「蝿止まり」と呼ばれる。なお不知火の遅球は速球とフォームが変わらない超スローチェンジアップだった。
米国では前述の通りイーファス・ピッチと呼ばれており、これに倣い日本でもイーファスと呼ぶことも多い。プロ野球スピリッツシリーズでは『イーファスピッチ』で登録されている。なお、MLBではダルビッシュ有が投じる90～120km/hのスローカーブもイーファスと呼ばれる事があるなど球速差の激しいボール全般をイーファスと呼ぶ傾向がある一方で「非常に山なりの球だけをイーファス・ピッチと呼ぶべきだ」と主張する記者も存在し、意見が割れている。
中国では「小便球」「慢速魔球」と呼び、韓国では代表的な朝鮮民謡「アリランダンス」の踊りになぞらえ아리랑볼(アリラン・ボール)と呼ぶ。

## 軌道と効果
投げる際、通常の投球フォームとは異なるゆっくりした腕の振りになる。投じられた球は回転数が少なく、大きく縦に割れるような変化を伴う（「超スローカーブ」と言う投手もいる）。また投げ方によっては回転がほとんどなくなり、ナックルボールのように揺れながら変化する。
投球フォームが通常と大きく異なるため、打者はスローボールが投じられることを事前に察知することができる。しかし山なりのスローボールを打ちこむ練習はやらないため、打者にとって「分かっていてもなかなか打てない」球種となる。鹿取義隆によれば、山なりの軌道でバットの下に潜り込むように入ってくるためボールの上っ面を叩き、ゴロになりやすいという。
被打率は低いが、試合の中で投げ続けると打者も球速に慣れてくるため、基本的に多投はされない。打者の打ち気を削ぐなどの心理的な動揺を誘うことが主な狙いである。サインミスの際に咄嗟に投げたり、制球が安定しない投手を落ち着かせる為に捕手が要求するケースもある。投手対打者の対戦において、打者側が有利とされる状況で投じられることが多かったためか、投手が打者を打ち取るための配球が組み立てられなくなった（いわゆる「投げる球がない」という状態）際の、窮余の策と解釈されることが多い。 MLBでは敗戦処理で登板した野手がよく使用する。
軌道が山なりになるほどストライクゾーンに入れることが困難であり、仮にゾーンを通過してもストライク判定をされないという指摘もある。2022年3月、福岡ソフトバンクホークスの岡本直也が教育リーグで中継画面から消えるほど山なりの遅球を投じ話題を呼んだが、高村祐2軍投手コーチに「ストライクゾーンの中に入ってきてもストライク判定され得るボールではない」という事を一因に禁止令が出される一幕があった。

### 球速
極端に山なりの軌道で球場のスピードガンで計測不能になったり、テレビ中継の画角からはみ出してしまう超スローボールの場合、球速は50～60km/hとされる。スピードガン導入直後の1979年、高橋重行が47km/hを計測した記録が残っている。MLBでは2021年8月7日に本来は野手のブロック・ホルトが敗戦処理で登板した際に最低30mph(約48.3km/h)を計測表示した。日本プロ野球は2024年現在、全ての球場でMLBと同様の計測器「トラックマン」や「ホークアイ」が導入されているが多くの球場で計測不能となる。エスコンフィールドでは計測可能で伊藤大海の遅球を53km/hと計測表示した。2025年には甲子園球場でも計測可能となり、村上頌樹の遅球を58km/hと計測表示。キケ・ヘルナンデスのスローボールは60km/hであった。
球場では計測不能の遅球はリリースからホームベースに届くまでの滞空時間から平均球速を簡易的に計算することが可能だが、一般的に初速を表示するスピードガンの数値とは乖離がある。この計算方法だと平均球速が40km/hを下回る事もあるが、ストライクゾーンに届くまでと仮定した物理的な初速の限界値は26～28mph(約41.8～45.1km/h)とされている。
100km/h弱のスローボールは意図して投げるものではなく、スローカーブなどが変化しなかった失投として扱われる事が多い(いわゆるションベンカーブ)。小宮山悟の開発したシェイクも失投すると変化せず単なるスローボールになっていた。とりわけ金田正一はスローカーブに自信を持っており、非常に山なりの遅球も投じたが超スローボールと呼ばれる事を嫌った。金田は棒球にならない様にリリースの直前に親指の腹でブレーキをかけつつ僅かに回転を与えるように投じており「超スローカーブ」と呼ぶように紙上で求めていた。

## 主な使い手

### MLB
- リップ・シーウェル（英語版）
- サチェル・ペイジ
- フィル・ニークロ - 時に画面から消えるほど山なりで真上から落ちてくるナックルを投じた[39]。
- スティーブ・ハミルトン（英語版） - 彼の極端に山なりのスローボールは"フローリー・フローター"の異名を取り、1970年6月24日のインディアンスとのダブルヘッダー第一戦にて、九回表にリリーフとして登板したハミルトンが、先頭打者で強打者のトニー・ホートン（英語版）に対して初球から2球続けてフローリー・フローターを投球し、ファウルフライに打ち取った事で知られる。試合は7-2でヤンキース敗勢の局面[40]であったが、一連のプレイに実況席のフィル・リズートは「なんてこった！(holy cow!)」と絶叫し、双方のベンチの選手も大笑い。ホートンは「あれではお手上げだ」というジェスチャーを送りながらダッグアウトに去り、ヤンキー・スタジアムのヤンキース・ファンはハミルトンに対して総立ちの大喝采を送った[41]。
- ビル・リー - "スペース・ボール"や"リーファス"の異名で呼ばれるスローボールを投じた。
- パスカル・ペレス（英語版） - "パスカル・ピッチ"の異名を取るスローボールを投げた。
- オーランド・ヘルナンデス
- リバン・ヘルナンデス
- ビセンテ・パディーヤ - ビン・スカリーに"ソープ・バブル(石鹸の泡)"と渾名されたスローボールを投げる。
- ケーシー・フォッサム - "フォッサム・フリップ"の異名を取るスローボールを投げる。
- マーク・バーリー
- ザック・グレインキー - 本人はスローカーブと呼ぶが、"Eephus pitch"とされている。
- ダルビッシュ有 - 本人はスローカーブと呼ぶが、"Eephus pitch"とされている[12]。"Yuphus pitch"も言われている[42]。
- カルロス・ビヤヌエバ
- ヘンダーソン・アルバレス
- オドリサメル・デスパイネ

### 日本プロ野球
1リーグ時代
- 中河美芳 -「体を2回転させてから振らなきゃ当たらん」と言われたスローボールを投じた[43]。
- 森井茂 - 関係者によると下手投げの遅球が決め球だったと証言がある[44]。

1950年-60年代
- 金田正一 - 超スローボールという呼称を嫌い「金田の超スローカーブと呼んでもらいたいね」と語った[9]。
- 渡辺省三 - 本人によると「握りはナックルで恐らく時速は50キロくらい」。極端に山なりの軌道だったが抜群の制球力を持ち、ホームベースの真上に落ちるようにストライクゾーンを通すことストライク判定される事も多かった[45]。通称「省やんボール」[10]。
- 石井茂雄 - 晩年に強打者に対して投じた[46]。
- 拝藤宣雄 - 特殊な投法を複数編み出し、超スローボールも投じた。「ミラクル投法」と総称[47]。

1960年-80年代
- 高橋重行 - 史上最も遅かったとも言われ1979年に47km/hを計測した。本人は「インチキカーブ」と呼んでいた[27]。
- 安田猛 - 60～70km/hのスローボールを投じ「パラシュートボール」の異名で呼ばれた[48][49]。
- 松本幸行  - 球速の遅さを補うためスローボールをテンポよく投げ打者を翻弄した[50]。

1990年代
- 荒木大輔 - 1994年超スローボール習得に挑んだが、グレン・ブラッグスの腰に直撃の死球を与える珍プレーを生んでしまった。ブラッグスは笑っていた[16]。
- ロブ・マットソン - 様々な速度のナックルを投げ最低70km/h台の遅球を投じた。

2000年代以降
- 多田野数人 - 球場のスピードガンでは計測不能の遅球が代名詞だった[51]。MLB時代の2004年9月2日、Aロッドを60～70km/hの遅球で打ち取り話題を呼んだ[52]。NPBで2008年6月18日に初めて投じた遅球はテレビ朝日が映像から独自に算出し、平均球速は約48km/hと推定した[35]。「ただのボール」の他、極めて山なりの軌道と墨田区出身の縁から命名された「スカイツリーボール」と呼称[53]。
- ユウキ  - 計測不能の遅球を投げ[54]、多田野と並びスローボールの名手とされた。多田野ほど山なりではないがカウントを取ることが可能で引退試合でも見逃しストライクを奪った[55][56]。
- 小宮山悟 - シェイクと命名した遅球を投じた。80～90km/hでナックルのように変化する特殊なもので、失投すると変化せずただのスローボールになった[38]。
- 三浦大輔 - 選出された2009年・2011年・2012年のオールスターゲームで超スローボールを投じ名物になっていた[57]。
- 伊藤大海 - ルーキーイヤーから計測不能の遅球を投じている。2022年のオールスターゲームと2024年3月29日の公式戦では画面から消える程の遅球で見逃しストライクを奪った[58][59]。当初は超スローカーブと呼んでいたが、後に「サミングボール」と命名[60]。
- 大竹耕太郎 - 2023年後半戦から70～100km/hの遅球を多投しており[61]、度々計測不能になる[62]。2024年シーズンの阪神バッテリーは遅球を好んで用い、村上頌樹や岩崎優も投じている[63][64]。

### 日本のアマチュア野球
- 西嶋亮太 - 第96回全国高等学校野球選手権大会の1回戦で多用して完投勝利をあげ、注目を集めた。超スローカーブとも呼ばれた[65]。

### 中華職業棒球大聯盟
- 沈柏蒼（中国語版）

### KBOリーグ
- 柳煕寛